# Nitromethan

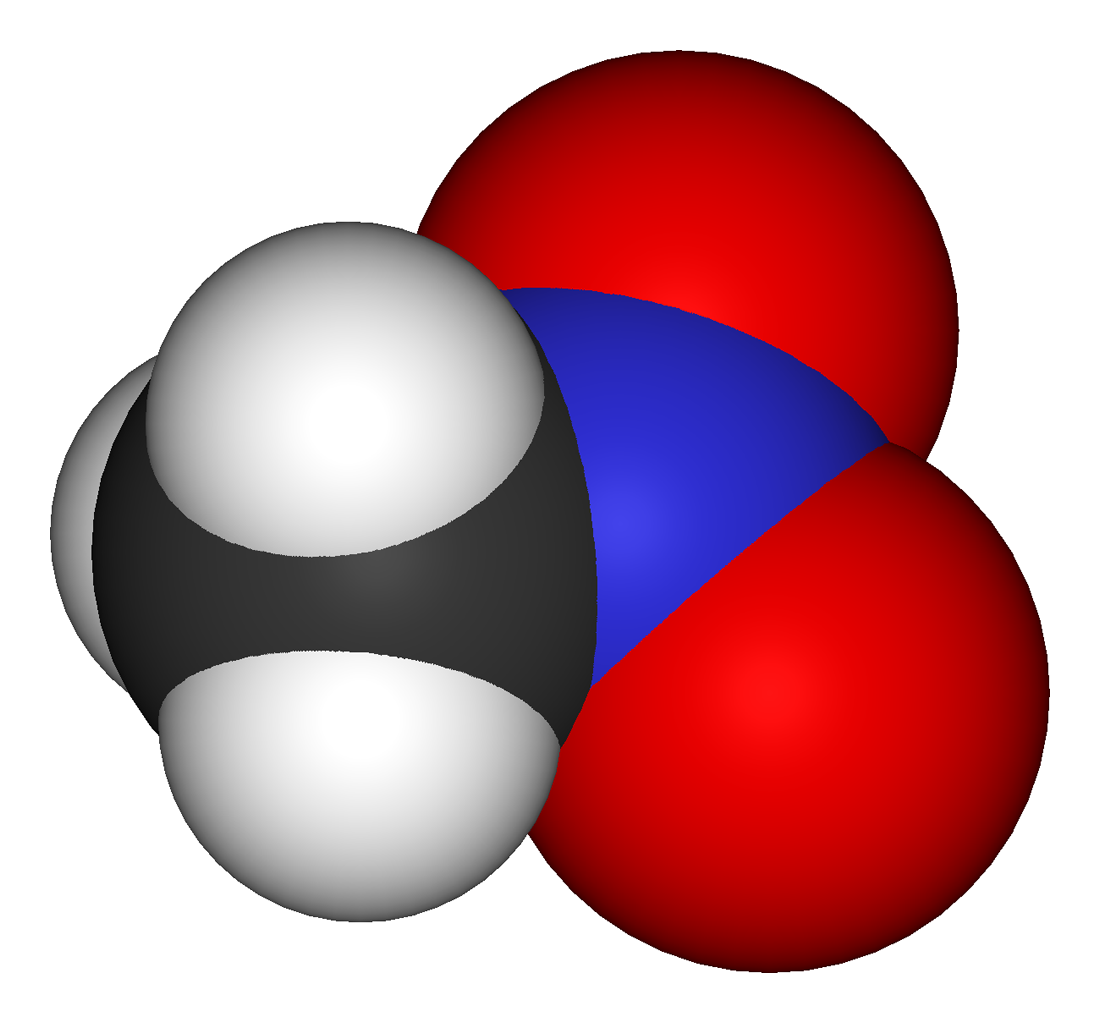
prostorový model molekuly nitrometanu

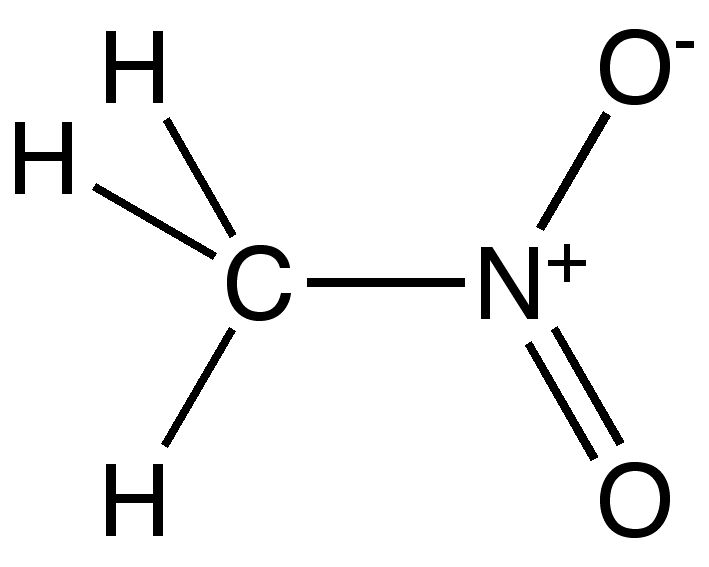
strukturní vzorec nitrometanu

Nitromethan (též nitrometan) je organická sloučenina s chemickým vzorcem CH3NO2. Tato kapalina se používá jako činidlo v řadě chemických reakcí a také jako speciální motorové palivo.

## Motorové palivo

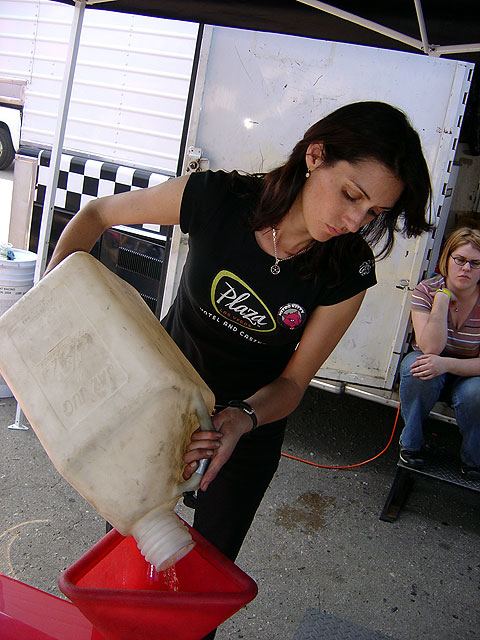
Nitromethan jako palivo pro závodní automobily

Nitrometan je používán jako palivo do některých závodních speciálů, a to především pro nejvyšší třídy dragsterů. Nitrometan je spalován reakcí:
4CH3NO2 + 3O2 → 4CO2 + 6H2O + 2N2
za uvolnění 11,3 MJ/kg. (K reakci je třeba 1,7 kg vzduchu na 1 kg nitromethanu)
Ve srovnání s benzínem, který hoří ve směsi 14,6 kg vzduchu/1 kg benzínu za uvolnění 42–44 MJ lze tedy při dokonalém spálení stejného objemu palivové směsi nitrometanu získat 2,3krát více energie.
Tato látka se může při uvolnění menšího tepla rozkládat bez přístupu kyslíku i reakcí
2 CH3NO2 → 2 CO + 2 H2O + H2 + N2
Nitromethan má laminární rychlost hoření přibližně 0,5 m/s[zdroj?] (o něco málo více než benzín), což ho umožňuje používat jako palivo. Jeho měrné skupenské teplo vypařování je 0,56 MJ/kg. To má spolu s množstvím přiváděného paliva výrazný vliv na chlazení motoru. U dragsterů třídy Top Fuel se proto hlavy motorů nechladí, využívá se pouze chlazení palivem a pojmutí tepla vyvinutého během několikasekundové jízdy do masivního hliníkového bloku motoru.
Nitromethan se používá ve velmi bohaté směsi se vzduchem. Je to částečně proto, že je schopen dodávat energii i při nedostatku kyslíku a také proto, aby nedošlo k předzápalu (a detonaci) a tzv. klepání ventilů motoru. Bohatá směs těmto problémům zabrání. Výsledkem nedokonalého spalování je však vývin oxidu uhelnatého a vodíku, které se vznítí po opuštění výfuku.
Dalšího zvýšení výkonu lze dosáhnout přidáním hydrazinu. Vzniklá palivová směs je však značně nestabilní a její použití představuje značné riziko.
Nitromethan se používá také ve směsích, a to nejčastěji s methanolem. Pro modelářské motory se užívá methanol s 0–65 % nitromethanu a 10 % oleje. Methanol se užívá především proto, že samotný nitromethan je velmi drahý.
Nitromethan byl používán i jako raketové palivo.[zdroj?]

## Nitromethan jako výbušnina
Nitromethan je schopen uvolnit při explozi srovnatelné množství energie jako TNT. Má středně vysokou detonační rychlost a tlak (6 km/s, 100 kbar). Lze jej kombinovat s jinými chemikáliemi, například smísením s dusičnanem amonným (NH4NO3). Tuto směs použil například Timothy McVeigh při atentátu v Oklahoma City.
Nitromethan je modelovým případem v teorii energetických materiálů pro výpočty a simulace výbuchových jevů. Důvodem je jeho jednoduchá struktura, dostupnost, stálá hustota – je kapalný a absence pevných zplodin detonace, které by komplikovaly výpočty (např. oproti TNT, kde simulace komplikují vznikající saze).[zdroj?]